# Planodiscus hamatus
Planodiscus hamatus es una especie de arácnido del orden Mesostigmata de la familia Uropodidae.

## Distribución geográfica
Se encuentra en Guatemala y Panamá.